# Antonio Perazzi

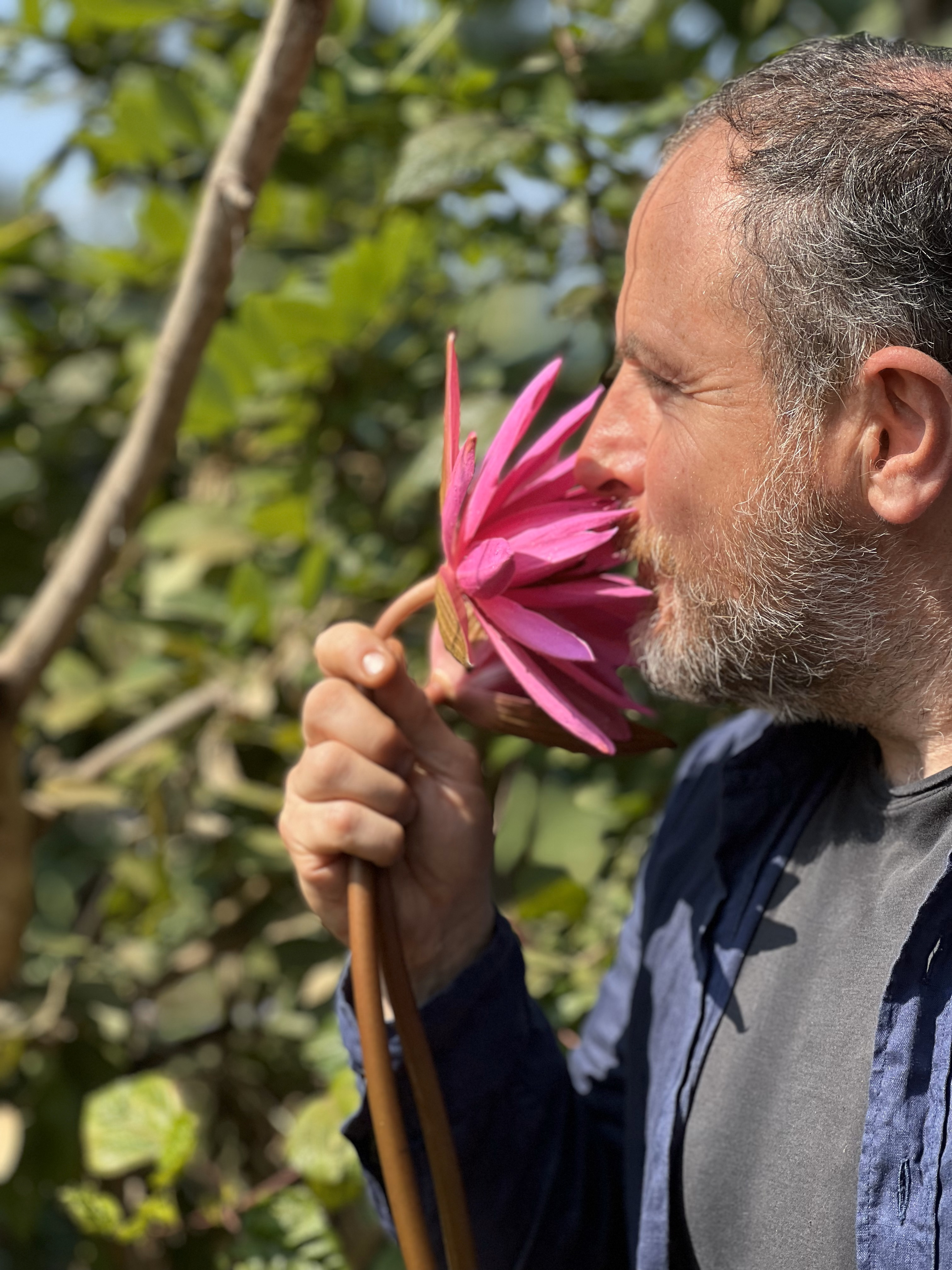
Antonio Perazzi

Antonio Perazzi (26 gennaio 1969) è uno scrittore, botanico e paesaggista italiano.

## Biografia
Antonio Perazzi nasce in una famiglia di scrittori e giornalisti, appassionati di natura ed animali. Il prozio Bruno Fallaci era scrittore come la moglie Gianna Manzini, la zia Oriana Fallaci è stata una delle più importanti giornaliste e scrittrici del dopoguerra, la madre Paola Fallaci è stata giornalista per il settimanale Oggi della Rizzoli, mentre il padre Mario Perazzi ha collaborato come critico d'arte per il Corriere della Sera insieme all'amico Dino Buzzati.
All'interno della famiglia, Antonio individua come figura di riferimento il nonno materno Edoardo Fallaci con cui passa lungo tempo fin dall'infanzia nel podere di famiglia nel Chianti, dove fa le prime scoperte legate al mondo naturale. Insieme alla conoscenza degli alberi e degli animali del bosco, il nonno gli trasmette anche molti altri insegnamenti derivati dal suo passato di sindacalista e prima ancora di partigiano fiorentino, figura di spicco delle Brigate Giustizia e Libertà durante il periodo della Resistenza italiana. La sua formazione è condizionata dal fatto di provenire da una famiglia di persone che hanno viaggiato molto e indagato, direttamente o indirettamente, le stratificazioni sociali, culturali, naturali del paesaggio.  Grazie a questa famiglia inizia a viaggiare molto presto.
Vive negli Stati Uniti, spendendo la maggior parte del suo tempo a New York e nelle regioni selvagge dell'Alaska, dove frequenta un anno scolastico del liceo. Crescendo matura un particolare interesse per l'Oriente, prima per l'India e poi per la Cina e il Giappone, dove ha ripetuti viaggi insieme alla moglie Benedetta Forni e ai figli. Un particolare interesse per la flora selvatica dell'area himalayana lo spinge con regolarità a compiere viaggi nella regione sino-tibetana, dallo Yunnan al Sichuan.
Nella sua formazione è molto importante anche la costruzione del suo giardino a Piuca. Piuca è un vero e proprio laboratorio in cui Antonio Perazzi sperimenta in prima persona, da oltre 25 anni, la coltivazione e l'acclimatazione di un elevato numero di essenze provenienti da tutto il mondo, animato da principi ecologici finalizzati allo studio di processi di fitocenosi.
Antonio Perazzi attraverso il suo lavoro e l'attività didattica formula il concetto di “Botanica temporanea”. Questa idea da un lato teorizza una nuova formula di paesaggio, artificiale ma ecologico, progettato per il miglioramento ambientale in situazioni urbane, a budget contenuto. Botanica Temporanea ha come obbiettivo la rigenerazione urbana con evocazione del mondo selvatico in giardini, parchi, spazi pubblici, luoghi di margine tra paesaggi naturali, rurali e urbani.
I suoi progetti spaziano da giardini privati a parchi, privati o pubblici, con l’attenzione rivolta all’ecosistema e ai processi biologici del luogo, che si compenetrano in progetti raffinati e moderni.

## Carriera
Antonio Perazzi studia al Politecnico di Milano e ISAD a Londra presso i Royal Botanic Gardens, Kew e nel 1998 apre il suo studio di progettazione col quale firma progetti e consulenze per studi di architettura e società di engineering, tra cui Michele de Lucchi, Ettore Sottsass, Antonio Citterio, Franco Zagari, Park Associati, OBR, Tekne S.p.A, Cecchi & Lima Architetti Associati, Dap Studio, Geert Kostner, Piuarch, Grimshaw Architects.
Ha realizzato progetti pubblici e privati in Italia e all'estero, fra i quali: i parchi pubblici di Via Brisa e Via Ovada a Milano, il giardino aromatico della Terrazza della Triennale di Milano, il giardino Amagioia a Palazzo Varignana, parte del circuito Grandi Giardini Italiani, gli spazi pubblici del complesso Kaylan Mart, a Jaipur, India, la consulenza paesaggistica per il progetto di ferrovia Torino-Lione. È stato invitato a partecipare ad esibizioni internazionali come la Mostra internazionale di architettura di Venezia, il Festival international des jardins de Chaumont-sur-Loire, la mostra Avant gardeners alla Tate Gallery, Londra, il Féstival International des Jardins de Métis, a Redford garden, Grand-Métis, Quebec, Canada.
Ultimamente è stato finalista per Scalo Farini a Milano lavorando con Grimshaw Architets e Dap Studio, si sta occupando del nuovo polo aziendale per Fendi a Bagno a Ripoli/ Capannucce, della progettazione del Landscape per l’intero complesso ex-polo industriale  Manifattura Tabacchi a Firenze e della nuova sede di Snam a Milano.
È stato professore a contratto al Politecnico di Milano e ha tenuto lezioni e workshop in facoltà italiane e straniere: Accademia di belle arti di Brera, Politecnico di Milano, Universität der Künste Berlin Germany, I.S.I.A., Istituto superiore per le industrie artistiche di Urbino, Universität für angewandte Kunst Wien Austria, Yunnan University of Finance & Economics China, École nationale supérieure du paysage de Versailles, Paris France.
Collabora con diverse testate nazionali e internazionali ed è autore dei libri "I giardini invisibili. Un manifesto botanico" (2022), “Il Paradiso è un giardino selvatico – storie ed esperimenti di botanica per artisti” (2019), entrambi per la casa editrice Utet, “Foraverde”, Contro il Giardino” con Pia Pera per Edizioni Ponte alle Grazie e “Foraverde” per Maestri di Giardino, con prefazione di Gilles Clément. Firma una rubrica sul domenicale de Il Sole 24Ore, oltre alla storica “Bustine di paesaggio” sul mensile Gardenia (periodico), del gruppo Cairo Communication.
Dal 2021 è direttore artistico del Radicepura Garden Festival, la Biennale del Giardino Mediterraneo che si svolge a Giarre.

## Principali progetti
- 2021 Manifattura Tabacchi, Firenze, Italia.
- 2019 Home Ground, giardino realizzato per il Parco botanico Radicepura, Giarre, Italia.
- 2015-2015 Orto Aromatico, Terrazza della Triennale di Milano, Italia.[10][11][12]
- 2015-2014 Spazi pubblici del complesso Kaylan Mart (in costruzione), Jaipur, India.[15]
- 2015-2011 Parco pubblico di Via Brisa (in costruzione), Milano, Italia.
- 2013-2012 Consulenza paesaggistica per il progetto di ferrovia Torino-Lione.
- 2012-2007 Parco di Villa Amagioia, Palazzo Varignana, Grandi Giardini Italiani, Varignana, Bologna, Italia.[13]
- 2005 Parco pubblico di via Ovada, vincitore del concorso internazionale Living Milano 1, Milano, Italia.[9][16]

## Principali esibizioni internazionali
- 2006 Fuorisalone di Milano, Terra.[16]
- 2006-2005 Orticola, Milano, Flowerpower.
- 2004-2003 Féstival International des Jardins de Métis, Redford garden, Grand-Métis, Quebec, Canada, Blue de Bois.[14]
- 2004-2003 Festival international des jardins de Chaumont-sur-Loire, Spinaspacca.
- 2001 Prima edizione del Premio Martini per il paesaggio, Villa Oliva-Buonvisi, San Pancrazio, Lucca, Il giardino del giardiniere.[16][22]

## Premi e onorificenze
Nel 2009 è stato selezionato fra i 50 migliori paesaggisti di spazi pubblici e privati nel libro "Avant Gardeners: 50 Visionaries of the Contemporary Landscape".
Nel 2001, è stato selezionato per la Prima edizione del Premio Martini per il paesaggio, Villa Oliva-Buonvisi, San Pancrazio, Lucca, Il giardino del giardiniere.

## Opere
- I giardini Invisibili, Un manifesto botanico, ed. Utet, 2022. ISBN 978-88-511-9992-0
- Il Paradiso è un giardino selvatico – storie ed esperimenti di botanica per artisti, Ed. Utet, 2019. ISBN 9788851169282
- con Pia Pera, Contro il Giardino, Ed. Ponte alle Grazie, 2007. ISBN 978-88-7928-900-9
- Foraverde, Ed. Maestri di Giardino, 2013. ISBN 978-88-98150-19-9